# Ccarhuarazo
El Ccarhuarazo' (del quechua, Qarwarazu, 'pantalón de cuero'; qara, 'cuero, warazu, 'pantalón') es un volcán nevado del Perú con la altura de 5123 m s. n. m. Es la segunda montaña más alta de Ayacucho después del nevado Sara Sara, y es una de los principales cabeceras de cuenca hidrográfica de la región de Ayacucho. Desde aquí nacen los ríos Sondondo y Chicha que luego forman al famoso río Pampas. Se encuentra ubicada entre el distrito de Chipao de la provincia de Lucanas y en los distritos de Huacaña y de Morcolla de la Provincia de Sucre, en el departamento de Ayacucho.